# Kabellängd
En kabellängd är ett längdmått till sjöss, med utgångspunkt i längden på en ankartross men tidigare med varierande längd. 1907 standardiserades den som 1/10 nautisk mil = 185,2 meter.

## Historik
Enheten finns noterad i svensk skrift sedan 1776,  och den har fått sitt namn efter längden på ett skepps ankarkabel under segelfartygens tid. En kabellängd utgick från längden på tågvirke, vilket var den grövre, kabelslagna ankartrossen. Längdenheten har använts i olika länder och på olika språk, tidigare ofta med olika längder. Inom USA:s flotta motsvarade det 120 famnar (219 meter), medan det i Sverige motsvarade endast 100 famnar (178 meter). När Frankrike och Spanien införde metersystemet, standardiserade de längden till (ungefär) 200 meter. Samtidigt höll Portugal kvar vid motsvarande 258 meter, Nederländerna 225 meter och Ryssland 183 meter.
1907 standardiserades måttet mer definitivt som motsvarande 185,2 meter, det vill säga lika med 1/10 nautisk mil.